# Pterolophia multicarinipennis
Pterolophia multicarinipennis är en skalbaggsart som beskrevs av Stefan von Breuning 1957. Pterolophia multicarinipennis ingår i släktet Pterolophia och familjen långhorningar. Inga underarter finns listade i Catalogue of Life.